# Masalia
Masalia är ett släkte av fjärilar. Masalia ingår i familjen nattflyn.

## Dottertaxa tillMasalia, i alfabetisk ordning[1]
- Masalia alarioides
- Masalia albicilia
- Masalia albida
- Masalia albipuncta
- Masalia albirosea
- Masalia albiseriata
- Masalia albisticta
- Masalia arabica
- Masalia artaxoides
- Masalia beatrix
- Masalia bechuana
- Masalia belgaumensis
- Masalia bimaculata
- Masalia buchanani
- Masalia calamaria
- Masalia cheesmanae
- Masalia chitinipyga
- Masalia chrysita
- Masalia continuata
- Masalia cornia
- Masalia cruentata
- Masalia dangilensis
- Masalia decorata
- Masalia depicta
- Masalia disticta
- Masalia dora
- Masalia epimethea
- Masalia fissa
- Masalia fissifascia
- Masalia flava
- Masalia flavia
- Masalia flaviceps
- Masalia flavirosea
- Masalia flavistrigata
- Masalia flavocarnea
- Masalia funebris
- Masalia fuscostriata
- Masalia galatheae
- Masalia hololeuca
- Masalia imitata
- Masalia joiceyi
- Masalia lancea
- Masalia lanceolata
- Masalia latinigra
- Masalia leucosticta
- Masalia lineata
- Masalia marginata
- Masalia metaphaea
- Masalia metarhoda
- Masalia mittoni
- Masalia modesta
- Masalia multistriata
- Masalia nigrifasciata
- Masalia nigristriata
- Masalia nigrolineata
- Masalia nubila
- Masalia nuristana
- Masalia pallescens
- Masalia perstriata
- Masalia philbyi
- Masalia pluritelifora
- Masalia prochaskai
- Masalia pulverulenta
- Masalia quilengesi
- Masalia radiata
- Masalia rhodomelaleuca
- Masalia rhodospila
- Masalia rosacea
- Masalia rosastrigata
- Masalia rosea
- Masalia roseata
- Masalia roseivena
- Masalia rubristria
- Masalia sanguistria
- Masalia semifusca
- Masalia splendens
- Masalia sublimis
- Masalia tamburensis
- Masalia terracotta
- Masalia terracottoides
- Masalia tosta
- Masalia transvalica
- Masalia trifasciata
- Masalia uncta
- Masalia unifasciata
- Masalia vinula
- Masalia vittulata
- Masalia zernytamsia